# Platymetopius exalbescens
Platymetopius exalbescens är en insektsart som beskrevs av Dlabola 1974. Platymetopius exalbescens ingår i släktet Platymetopius och familjen dvärgstritar. Inga underarter finns listade i Catalogue of Life.